# سيسيليا دوجيتش
سيسيليا دوجيتش (مواليد 6 ديسمبر 1987) هي لاعبة كرة طائرة كرواتية متقاعدة. كانت تلعب لصالح المنتخب الوطني الكرواتي لكرة الطائرة للسيدات .
شاركت في بطولة أوروبا للسيدات للكرة الطائرة لعام 2009 ،  وفي بطولة العالم للسيدات للكرة الطائرة FIVB لعام 2010 في اليابان.  لعبت مع SplitOK Split 1700 .

## الأندية
- SplitOK Split 1700 (2009-2010)